# 868년

## 연호
- 당(唐) 함통(咸通) 9년
- 일본(日本) 조간(貞観) 10년

## 기년
- 당(唐) 의종(懿宗) 9년
- 신라(新羅) 경문왕(景文王) 8년
- 발해(渤海) 대건황(大虔晃) 11년

## 사건
- 1월 이찬 김예와 김현 등이 반란을 일으키다 죽임을 당함.

## 탄생
- 태봉(泰封)의 무신(武臣) 환선길(桓宣吉)